# Tesorería de Seguridad Social
La Tesorería de Seguridad Social de Venezuela es creada con la designación del Tesorero del Sistema de Seguridad Social por el presidente de Venezuela Hugo Chávez. Es un instituto autónomo, con personalidad jurídica y patrimonio propio, distinto e independiente del Fisco Nacional y está adscrito al Ministerio para el Proceso Social de Trabajo.

## Función Principal
La Tesorería de Seguridad Social tiene como finalidad la recaudación de los fondos financieros del Sistema de Seguridad Social, con el objeto de garantizar la sustentación parafiscal y la operatividad del mismo, así como la gestión del Sistema de Información de Seguridad Social para el registro, afiliación e identificación de las personas, sujetas al ámbito de aplicación de la Ley Orgánica del Sistema de Seguridad Social.

## Actualmente
Administra un fondo de aproximadamente 15.000 Millones de Bs. a diciembre de 2014, maneja un directorio con más de 3.000 órganos y entes públicos y beneficia a una población de más de 1.006.000 trabajadores y trabajadoras.
La Tesorería de Seguridad Social está encargada actualmente en administrar lo estipulado en la Ley Orgánica del Sistema de Seguridad Social y el Decreto con Rango, Valor y Fuerza de Ley sobre el Régimen de Jubilaciones y Pensiones de los trabajadores y trabajadoras de la Administración Pública Nacional, Estadal y Municipal y asignar los beneficios bajo las siguientes condiciones:
- Jubilación ordinaria: Todo Trabajador o Trabajadora con 25 años de Servicio en la Administración Pública y con edades comprendidas entre 55 años para la Mujer y 60 para el Hombre. Para obtener este beneficio el trabajador o trabajadora debe contar con al menos 60 cotizaciones.

- Pensión por Discapacidad: Todo trabajador o trabajadora que lleve al menos 3 años laborando en la Administración Pública, y que sufra un accidente que lo deje incapacitado, en 67% de su capacidad física o mental. Para obtener este beneficio el trabajador o trabajadora deberá contar con al menos 36 cotizaciones.

- Pensión por Sobrevivencia: Esposa(o) o Hijos(as) de un trabajador o trabajadora que gozaba del beneficio de Jubilación o Pensión por Discapacidad. La solicitud la realizaran los familiares ante el órgano o ente en la que prestó sus servicios, hasta un máximo de 6 meses contados a partir de la fecha del fallecimiento.

- Pensión por Gran Discapacidad: Es una Pensión que es asignada a un trabajador o trabajadora de la Administración Pública que, a raíz de un accidente o enfermedad, obligue al trabajador a auxiliarse de otras personas para realizar los actos elementales de la vida diaria (alimentación, higiene, cuidados diarios, etc). Para obtener este beneficio el trabajador o trabajadora deberá estar certificado por el IVSS o Inpsasel con esta condición. La Tesorería de Seguridad Social no exigirá tiempo mínimo de permanencia en la Administración Pública o cotizaciones.

- Jubilación Especial:[3] Es administrada directamente por el Vicepresidente de Venezuela, ya que las condiciones para ser jubilado o jubilada deben ser revisadas y aprobadas por su despacho. Si la solicitud de Jubilación Especial es aprobada, la institución solicitante será la responsable a pagar dicha jubilación a través de su partida presupuestaria destinada para tal fin.

Para disfrutar de estos beneficios de Jubilación o Pensión, el órgano o ente deberá tramitar el/los expedientes ante la Gerencia General de Estudios Actuariales y Económicos de la Tesorería de Seguridad Social. Será necesario estar solvente con las cotizaciones de los trabajadores y trabajadoras, que son enterados mensualmente a la Tesorería de Seguridad Social.
Los Trabajadores y Trabajadoras que disfrutarán estos beneficios de la Seguridad Social, deben estar activos en la nómina de la institución donde labora.

## Cotizaciones al Sistema
Según el Decreto con Rango, Valor y Fuerza de Ley Sobre el Régimen de Jubilaciones y Pensiones de los Trabajadores y las Trabajadoras de la Administración Pública Nacional, Estadal y Municipal y su respectivo reglamento, y la Ley Orgánica del Sistema de Seguridad Social establecen la obligación a cotizar por parte de todos los Trabajadores y Trabajadoras de la Administración Pública bajo la siguiente modalidad:
```
     1 mes cotizado (6%)= Contribución del trabajador (3% de su salario normal) + Aporte Patronal (3% igual al calculado al trabajador(a))
```

El órgano o ente público deberá remitir en los primeros 5 días de cada mes, el depósito/transferencia correspondiente al mes anterior (mes vencido).

## Afiliación al Sistema
Los órganos y entes de la Administración Pública deberán afiliar al Sistema de Seguridad Social a los trabajadores y trabajadoras a su cargo a través de una nómina en formato .TXT estructurado de la siguiente manera:
```
                                     12345678|30/11/2014|PEDRO PEREZ|00000000|4889,54|146,68|146,68
```

1. 12345678= Cédula del Trabajador(a)
2. 30/11/2014= para el cierre de la nómina se utiliza el último día del mes.
3. PEDRO PEREZ= Nombre y Apellido del Trabajador(a)
4. 00000000= Código asignado al órgano o ente por parte de la TSS.
5. 4889,54= Salario integral del Trabajador(a)
6. 146,6862= 3% aportado por el Trabajador(a)
7. 146,6862= 3% aportado por el órgano o ente

La nómina TXT debe contener el siguiente separador en todos los campos: |

## Registro en el Sistema

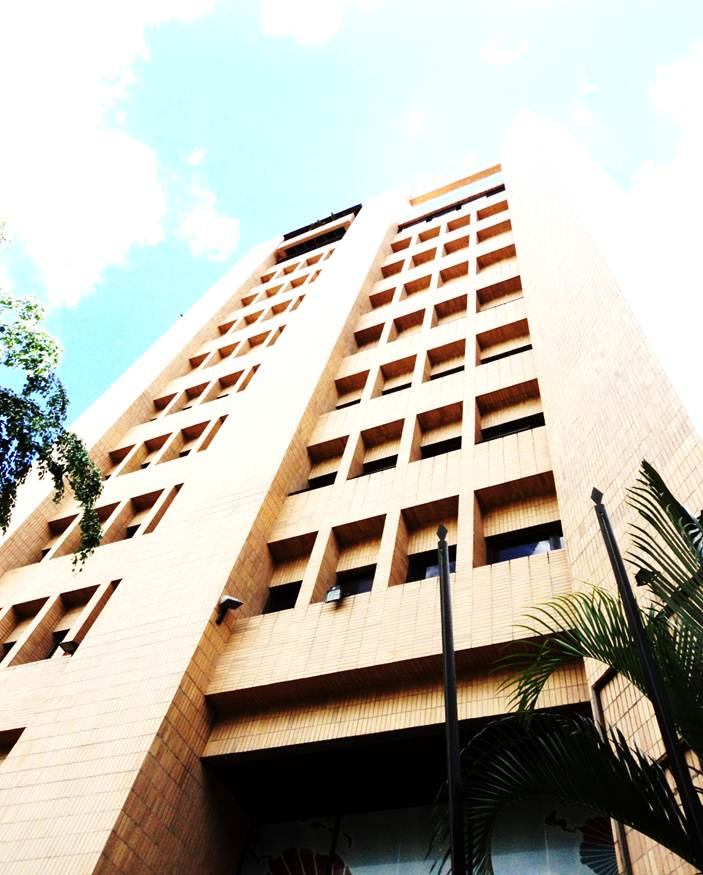
Sede Principal

Los órganos o entes que no estén inscritos en la Tesorería de Seguridad Social para cotizar al Fondo Especial de Jubilaciones y Pensiones, deben contactar con funcionarios de la Tesorería de Seguridad Social a fin de obtener la información necesaria para la asignación de un código único de 8 dígitos que los identificará como Institución Pública.

## Unificación
Según la Ley Orgánica del Sistema de Seguridad Social, la Tesorería de Seguridad Social en el mediano plazo unificará los distintos sistemas de Seguridad Social de Venezuela.
Estos son:
- El Instituto Nacional de Prevención, Salud y Seguridad Laborales (INPSASEL)
- Instituto Venezolano de los Seguros Sociales (IVSS)
- Instituto Nacional de Pensiones y Otras Asignaciones Económicas
- El Régimen Prestacional de Empleo

## Base legal
La creación, función y competencias de la Tesorería de Seguridad Social, fueron publicadas en la Gaceta Oficial de la República Bolivariana de Venezuela N.º 39.912 del 30 de abril de 2012.
Decreto 1.440. Decreto con Rango, Valor y Fuerza de Ley Sobre el Régimen de Jubilaciones y Pensiones de los Trabajadores y las Trabajadoras de la Administración Pública Nacional, Estadal y Municipal Publicado en Gaceta Oficial Extraordinaria Nº 6.156 de fecha 19 de noviembre de 2014 y su Reglamento publicado en Gaceta 36.618 de fecha 11 de enero de 1999 (Reglamento aún no actualizado).

## Datos Básicos
Ubicada en la Av. Francisco Solano López, con calle San Geronimo, Edificio Los Llanos. Parroquia El Recreo, Caracas - Venezuela
El edificio es propiedad de la Tesorería de Seguridad Social, donde también funciona la sede del Banco del ALBA